# Pietro Basadonna
Pietro Basadonna (Veneza, 17 de setembro de 1617 - Roma, 6 de outubro de 1684) foi um cardeal do século XVII e XVIII

## Biografia
Nasceu em Veneza em 17 de setembro de 1617. De família patrícia. Segundo dos cinco filhos de Alvise Basadonna e Maria Trevisan. Tio do cardeal Luigi Priuli (1712).
Sua formação incluía uma ampla cultura clássica e tinha uma conversação elegante e erudita e bom conhecimento da língua e literatura gregas.
Quando adolescente, foi para Constantinopla e lá permaneceu por três anos com o oficial de justiça Girolamo Soranzo. Mais tarde, ele foi savio di Terraferma. Tornou-se um famoso orador. Nomeado embaixador da República de Veneza na Espanha em 1648; ocupou o cargo até 1652; sua embaixada marcou uma melhora nas relações entre os dois países; ele foi nomeado cavaleiro pelo rei Felipe IV da Espanha. De maio de 1655 até o início de 1656, foi capitão de Brescia. De 1657 a 1660, foi conselheiro da República. Nomeado embaixador de Veneza perante a Santa Sé em maio de 1661; ocupou o cargo até novembro de 1663; trabalhou para diminuir a tensão entre a cúria e Paris e para mitigar a intolerância mútua do papa e do embaixador francês Charles, duque de Créqui. Em janeiro de 1664, foi nomeado procuratore di S. Marco, o posto mais alto da República de Veneza depois do doge; foi procurador da procuratia de ultra. Em 1667, junto com Andrea Contarini, Nicolò Sagredo Battista Nani, fez parte de uma embaixada extraordinária enviada a Roma para felicitar o novo Papa Clemente IX, de quem havia feito um bom amigo durante sua missão na Espanha, onde o arcebispo Giulio Riospigliosi estava o núncio. Em 1671, foi nomeado reformador da Universidade de Pádua. Basadonna também integrou, com Marcantonio Giustiniani e Luigi Sagredo, a magistratura sobre a emancipação da Casa da Moeda, que a República se viu obrigada a constituir para fazer face à terrível situação financeira provocada pelo rápido crescimento da dívida pública. A essa altura, ele ocupava uma posição de certa preeminência e autoridade entre a nobreza veneziana. Ele era um leigo na época de sua promoção ao cardinalato. Ele estava acompanhado por Dom Alberto Badoaro de Crema e seu sobrinho Gianalberto.
Criado cardeal diácono no consistório de 12 de junho de 1673; o papa enviou-lhe o barrete vermelho com um breve apostólico datado de 15 de junho de 1673; no dia 29 de junho seguinte, em cerimônia solene na basílica patriarcal de S. Marco, Veneza, o vice-doge Nicolò Morosini, o mais antigo membro do Conselho, substituindo o doge Domenico Contarini, indisposto, impôs o barrete vermelho ao novo cardeal; recebeu o chapéu vermelho em 5 de dezembro de 1673; e a diácona de S. Maria em Domnica, em 15 de janeiro de 1674. Em 12 de junho de 1673, foi dispensado por ainda não ter recebido a tonsura clerical no momento de sua promoção ao cardinalato. No dia 21 de junho seguinte, obteve permissão para receber as sagradas ordens fora das Têmporas e sem intervalos de tempo entre elas; e também concedeu dispensa por ter se juntado ematividades criminalibus et bellicis . Atribuído à SS. CC. dos Bispos, Disciplina dos Regulares, Índice, Imunidade Eclesiástica e Sagrada Consulta de statu ecclesiastico. Uma vez em Roma, o papa quis dar a ele, já que o cardeal Basadonna possuía uma renda bastante escassa, a contribuição própria dos cardeais pobres, mas ele recusou e para sua digna manutenção forneceu a Signoria. Participou do conclave de 1676, que elegeu o Papa Inocêncio XI.
Morreu em Roma em 6 de outubro de 1684, perto das 16 horas, em Roma. Exposto na igreja de S. Marco, em Roma, onde se realizou o funeral a 8 de outubro de 1684; e enterrado no lado esquerdo dessa mesma igreja.